# 藤竝神社
藤竝神社（ふじなみじんじゃ）は、和歌山県有田郡有田川町にある神社である。

## 祭神
主祭神は菅原道眞朝臣、水主神。